# NGC 5530
NGC 5530 est une vaste galaxie spirale relativement rapprochée et située dans la constellation du Loup. Sa vitesse par rapport au fond diffus cosmologique est de 1 408 ± 15 km/s, ce qui correspond à une distance de Hubble de 20,76 ± 1,47 Mpc (∼67,7 millions d'al). NGC 5530 a été découverte par l'astronome britannique John Herschel en 1837.

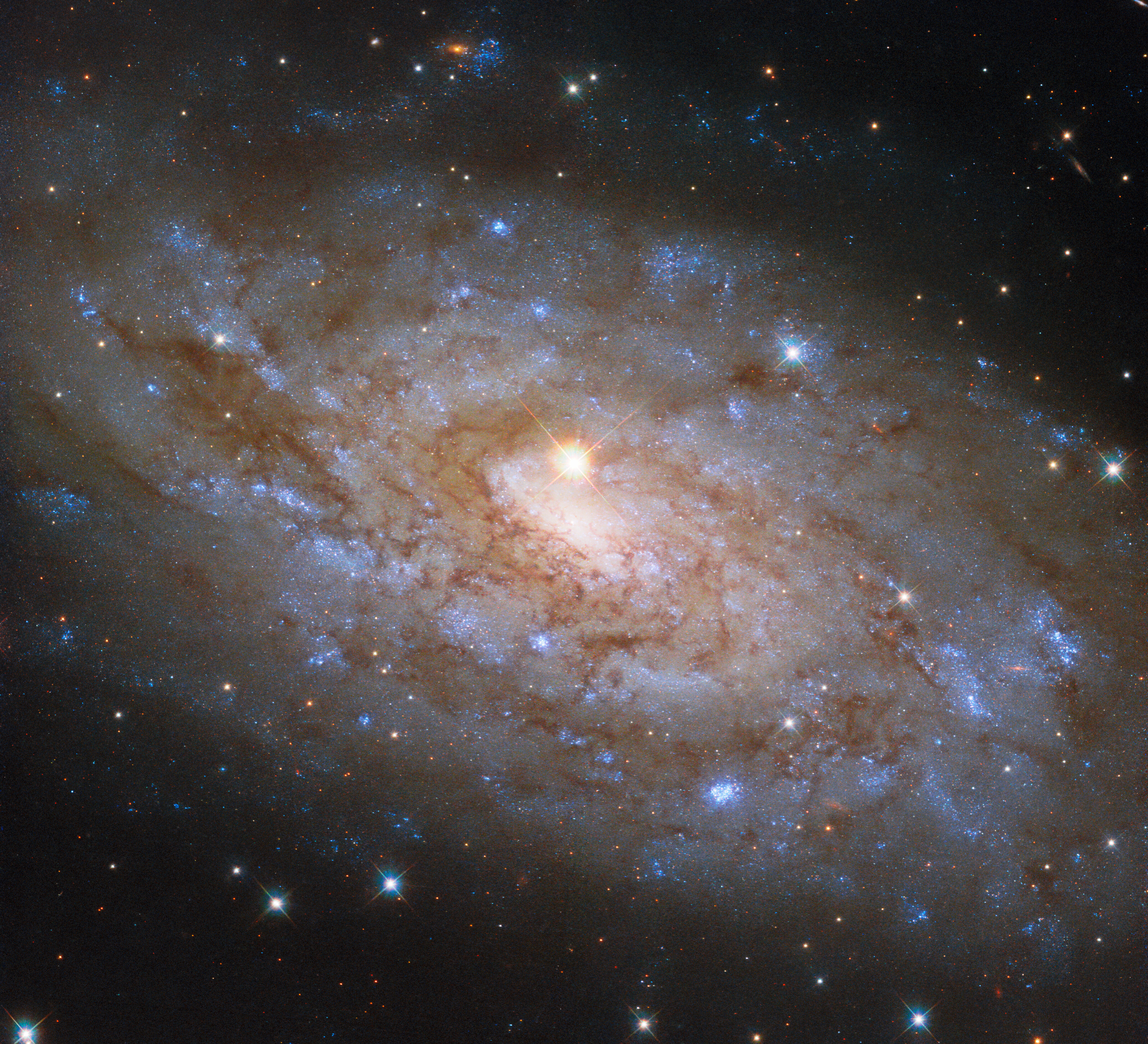
Cette image captée par le télescope spatial Hubble montre qu'aucune barre n'est présente au centre de la galaxie NGC 5530.

L'image captée par le télescope spatial Hubble ne montre aucunement la présence d'une barre au centre de NGC 5530. Aussi, la classification de spirale ordinaire par la base de données NASA/IPAC semble plus appropriée à cette galaxie.
La classe de luminosité de NGC 5530 est II-III et elle présente une large raie HI.

## Distance de NGC 5530
À ce jour, 14 mesures non basées sur le décalage vers le rouge (redshift) donnent une distance de 12,186 ± 1,406 Mpc (∼39,7 millions d'al), ce qui est nettement à l'extérieur des valeurs de la distance de Hubble. Puisque cette galaxie est relativement rapprochée du Groupe local, il est probable que cette valeur soit plus près de sa distance réelle. Notons que c'est avec la valeur moyenne des mesures indépendantes, lorsqu'elles existent, que la base de données NASA/IPAC calcule le diamètre d'une galaxie. 

## Supernova
La supernova SN 2007it a été découverte dans NGC 5530 le 5 septembre 2007 par l'astronome amateur australien Robert Evans Cette supernova était de type II.